# 標準信号発生器

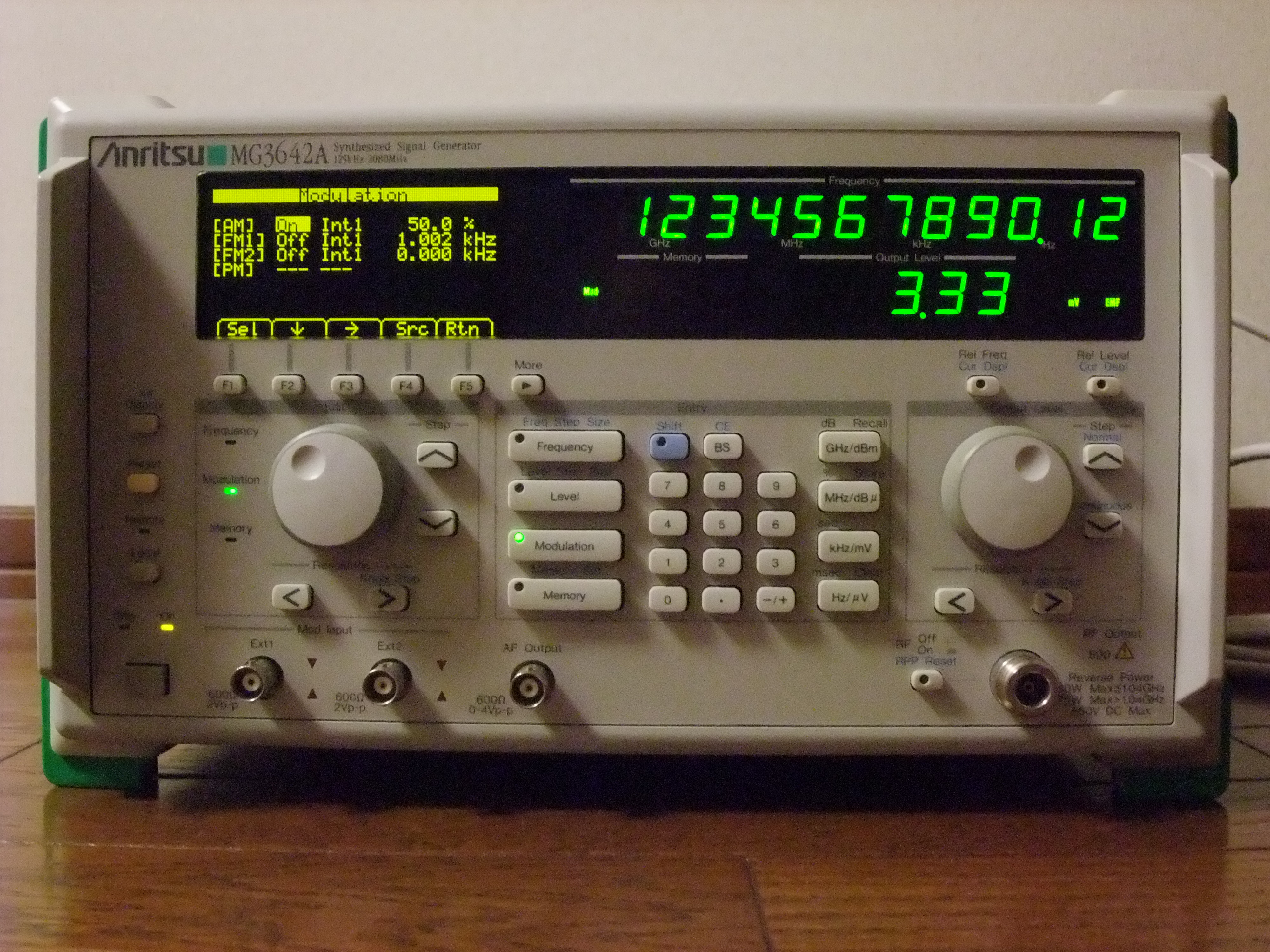
標準信号発生器の例
（アンリツ MG3642A）

標準信号発生器（SSG：Standard Signal Generator）は、標準器により校正された、周波数・電力・変調の電気信号を出力する電気計測器である。略してSGとも呼ばれる。シグナル・ジェネレータ、テスト・オッシレータとも呼ばれる。

## 概要
主に無線機や受信機の試験用信号源として使用され、スペクトラムアナライザと並んで無線関係の仕事をする場合の基本測定器である。
計測器や測定器という分類に括られる機器であるが、本機のみで電気的事象を直接測定できるわけではない。周波数なり電力なり電圧なり波形なりを測定する別途計器類と組み合わせて使用する、信号発生装置である。

## 使用例
- 無線機、受信機の、研究、設計、検査、保守、修理において、受信感度、隣接チャネル選択度、相互変調、スプリアス受信等を測定するのに使う。
- 無線機、送信機の、研究、設計、修理において、送信信号の代わりに使う。
- 無線機、受信機の、研究、設計、修理において、ローカル信号の代わりに使う。

## 仕様
基本的なSGは、周波数・電力・変調についての情報を表示する表示器、周波数・電力・変調を設定するためのボタンやダイヤル、1個の出力端子（N型コネクタが多い）を備える。最近は、パソコン並みの解像度の表示器や、たくさんの入出力端子を備えるものが主流となっている。
- 周波数：下限は100kHz程度が一般的である。上限は数100MHzから数10GHzまで様々である。
- 電力：-130～+10dBm程度が一般的であるが機種により異なる。大電力が必要な場合はPAを付加する。
- 変調：AM、FM、φMが基本であるが、最近は直交変調器を備え、様々なデジタル変調に対応したものが主流である。このようなものをベクトル信号発生器と言う。
- 出力インピーダンス：50Ωが一般的であるが、75Ωのものも存在する。
- 重量：数10kgと非常に重い。昔は重いSGは性能が良いと言われた。これはLC発振での発振周波数が温度や振動などで変動しやすかったためである。

## 性能
確度以外に次のようなものがある。
- C/N
- シールド性能
- ベクトルエラー

## 価格
日本円では、100万円を切る安価なものから1000万円近くするものまで様々である。

## メーカー

### 無線機用
- キーサイト・テクノロジー（米国）
- アンリツ
- ローデシュワルツ（ドイツ）

### 放送受信機用
- リーダー電子
- 菊水電子工業
- 目黒電波測器

### ? 用
- ヒューレット・パッカード（米国）